# Christophe Ponsson
Christophe Ponsson (Lione, 23 dicembre 1995) è un pilota motociclistico francese.

## Carriera

### Gli inizi
Esordisce nel campionato europeo Superstock 600 nel 2011, anno in cui partecipa anche ad alcuni eventi nel CIV Stock 600, senza ottenere punti. Nel 2012 è nuovamente iscritto al CIV Stock 600 ma non scende in pista, nella stessa stagione si classifica quattordicesimo nell'europeo Stock 600. Passa poi alla Superstock 1000 FIM Cup nel 2013 con una Kawasaki ZX-10R del team MRS Kawasaki. In questa categoria si piazza in quindicesima posizione al termine della stagione.

### Mondiale Superbike
Nel 2015 esordisce nel mondiale Superbike in sella ad una Kawasaki ZX-10R, prendendo parte ai primi quattro GP stagionali con il team Grillini SBK, per poi continuare la stagione con il team Pedercini. Ottiene il suo primo punto arrivando 15º nella seconda gara del primo GP stagionale sul circuito di Phillip Island. Chiude la stagione al 22º posto in classifica mondiale con 18 punti.
Nel 2016 torna in Superstock 1000 FIM Cup guidando una Kawasaki ZX-10R del team Pedercini, i compagni di squadra sono Jérémy Guarnoni, Alessandro Andreozzi e Roberto Mercandelli. Chiude la stagione al 29º posto con sei punti ottenuti. Partecipa anche al campionato Italiano Velocità, in qualità di wild card, senza ottenere punti, e al campionato europeo Superbike dove ottiene un podio.
Passa poi a correre nei campionati Superbike francese e spagnolo. Nel 2018 corre in MotoGP il Gran Premio di San Marino con la Ducati Desmosedici del team Reale Avintia Raing in sostituzione dell'infortunato Esteve Rabat. Termina la gara in ventitreesima posizione distante un giro dal leader della corsa. Torna nel mondiale Superbike nel 2020 quando, grazie ad una wild card, partecipa ad alcuni Gran Premi. In sella ad un'Aprilia RSV4 1000 del team Nuova M2 Racing conquista quattro punti che gli consentono di chiudere al ventiquattresimo posto in classifica mondiale e quattordicesimo tra gli indipendenti. Nel 2021 inizia la stagione come pilota titolare in superbike con il team Alstare Yamaha che poi passa di gestione al team Gil Motor Sport-Yamaha mantenendo Ponsson. Chiude la stagione totalizzando 35 punti che gli consentono classificarsi ventesimo tra i piloti e nono nella graduatoria del Trofeo Indipendenti.
Nel 2022 gareggia con lo stesso team con cui aveva concluso la stagione precedente prendendo parte alle gare in territorio europeo del mondiale Superbike. Raccoglie nove punti classificandosi ventiquattresimo nel mondiale e dodicesimo nel Trofeo Indipendenti.

### Endurance e campionati nazionali
Nel 2023 gareggia nel mondiale Endurance con il team Trickstar-Kawasaki in equipaggio con Kazuki Watanabe e Randy de Puniet. Per il 2024 passa a BMW gareggiando però nel campionato Spagnolo ESBK.

## Risultati in gara

### Campionato mondiale Superbike
| 2015 | Moto     |     |    |     |     |    |    |    |    |    |     |    |     |    |    |    |    |    |    |    |    |    |    |    |    |    |    |  |  | Punti | Pos. |
| ---- | -------- | --- | -- | --- | --- | -- | -- | -- | -- | -- | --- | -- | --- | -- | -- | -- | -- | -- | -- | -- | -- | -- | -- | -- | -- | -- | -- |  |  | ----- | ---- |
| 2015 | Kawasaki | Rit | 15 | Rit | Rit | 14 | 16 | 16 | 16 | 14 | Rit | 16 | Rit | 18 | 14 | 18 | 18 | 14 | 15 | 16 | 16 | 21 | 15 | 18 | 19 | 14 | 11 |  |  | 18    | 22º  |

| 2020 | Moto    |  |  |  |    |    |     |     |    |    |     |    |    |  |  |  |  |  |  |  |  |  |  |  |  |  |  |  |  |  |  |  |  |  |  |  |  |  |  |  |  |  |  | Punti | Pos. |
| ---- | ------- |  |  |  | -- | -- | --- | --- | -- | -- | --- | -- | -- |  |  |  |  |  |  |  |  |  |  |  |  |  |  |  |  |  |  |  |  |  |  |  |  |  |  |  |  |  |  | ----- | ---- |
| 2020 | Aprilia |  |  |  | 12 | 19 | Rit | Rit | 17 | 16 | Rit | NC | 17 |  |  |  |  |  |  |  |  |  |  |  |  |  |  |  |  |  |  |  |  |  |  |  |  |  |  |  |  |  |  | 4     | 24º  |

| 2021 | Moto   |    |    |    |     |    |    |    |    |    |     |     |    |  |  |  |    |    |    |    |    |    |    |    |    |    |   |    |    |    |     |    |    |    |    |    |    |     |    |    |  |  |  | Punti | Pos. |
| ---- | ------ | -- | -- | -- | --- | -- | -- | -- | -- | -- | --- | --- | -- |  |  |  | -- | -- | -- | -- | -- | -- | -- | -- | -- | -- | - | -- | -- | -- | --- | -- | -- | -- | -- | -- | -- | --- | -- | -- |  |  |  | ----- | ---- |
| 2021 | Yamaha | 17 | 19 | 15 | Rit | 20 | 17 | 18 | 16 | 18 | Rit | Rit | 18 |  |  |  | 11 | 16 | 15 | 15 | 17 | 13 | 13 | 17 | 12 | 17 | 9 | 13 | 15 | AN | Rit | 10 | 16 | 14 | 17 | 19 | 17 | Rit | AN | 11 |  |  |  | 36    | 20º  |

| 2022 | Moto   |    |    |    |    |    |    |    |    |    |     |    |    |     |    |    |    |     |     |    |    |    |    |    |     |    |    |    |  |  |  |  |  |  |  |  |  |  |  |  |  |  |  | Punti | Pos. |
| ---- | ------ | -- | -- | -- | -- | -- | -- | -- | -- | -- | --- | -- | -- | --- | -- | -- | -- | --- | --- | -- | -- | -- | -- | -- | --- | -- | -- | -- |  |  |  |  |  |  |  |  |  |  |  |  |  |  |  | ----- | ---- |
| 2022 | Yamaha | 19 | 21 | 18 | 12 | 19 | 12 | 18 | 12 | 16 | Rit | NP | NP | Rit | NP | NP | 20 | Rit | Rit | 16 | 21 | 16 | 15 | 17 | Rit | 22 | 22 | 18 |  |  |  |  |  |  |  |  |  |  |  |  |  |  |  | 9     | 24º  |

| Legenda | 1º posto        | 2º posto            | 3º posto           | A punti      | Senza punti        | Grassetto – Pole position Corsivo – Giro più veloce |
| Legenda | Gara non valida | Non qual./Non part. | Ritirato/Non class | Squalificato | '-' Dato non disp. | Grassetto – Pole position Corsivo – Giro più veloce |

### Motomondiale
| 2018 | Classe | Moto   |  |  |  |  |  |  |  |  |  |  |  |  |    |  |  |  |  |  |  | Punti | Pos. |
| ---- | ------ | ------ |  |  |  |  |  |  |  |  |  |  |  |  | -- |  |  |  |  |  |  | ----- | ---- |
| 2018 | MotoGP | Ducati |  |  |  |  |  |  |  |  |  |  |  |  | 23 |  |  |  |  |  |  | 0     |      |

| Legenda | 1º posto        | 2º posto            | 3º posto            | A punti      | Senza punti        | Grassetto – Pole position Corsivo – Giro più veloce |
| Legenda | Gara non valida | Non qual./Non part. | Ritirato/Non class. | Squalificato | '-' Dato non disp. | Grassetto – Pole position Corsivo – Giro più veloce |